# Karaali Rocks
Die Karaali Rocks sind eine kleine Gruppe von Felsvorsprüngen im westantarktischen Marie-Byrd-Land. Sie ragen 8 km östlich des Matikonis Peak an der Ostseite der ansonsten hauptsächlich verschneiten Coulter Heights auf.
Der United States Geological Survey kartierte sie anhand eigener Vermessungen und mithilfe von Luftaufnahmen der United States Navy aus den Jahren von 1959 bis 1965. Das Advisory Committee on Antarctic Names benannte sie 1974 nach dem türkischen Ionosphärenphysiker Atok Karaali (1943–2005), der 1968 auf der Plateau-Station tätig war.